# Козловка (Атяшевский район)
Козловка — село в Атяшевском районе Мордовии. Административный центр Козловского сельского поселения.

## География
Расположено в 18 км от районного центра и железнодорожной станции Атяшево.

## История
Основано после 1671 г. В «Переписной книге 1696 года стольника и воеводы Семёна Фёдоровича Грибоедова» Козловка — деревня Верхалатырского стана из 10 дворов (33 чел. мужского пола). По переписи 1910—1911 гг. в Козловке Ардатовского уезда были волостное правление, квартальный, пристав, почтовое отделение, церковь. В 1842 году было открыто земское волостное народное училище, в 1896 г. — земская народная библиотека.
В 1928—1959 гг. Козловка — центр Козловского района, на территории которого функционировали МТС, райпромкомбинат, райпищекомбинат, сельпо, в 1931—1953 гг. — педагогическое училище, были открыты больница, магазины, организованы колхозы «Ленинэнь киява» («По ленинскому пути»; с. Козловка), им. Коминтерна (с. Пилесево), им. Будённого (д. Санеевка), им. Чапаева (д. Фёдоровка). В 1992 году объединённый колхоз им. Коминтерна был реорганизован в СХПК «Козловский». В современном селе — средняя школа, участковая больница, райпо, магазины, клубы, Дом культуры и библиотека. Возле Козловки — могильник мордвы-эрзи XVII—XVIII вв. и 3 кургана.
Родина заместителя Председателя Правительства — министра финансов РМ Н. В. Петрушкина.

## Население
| 2002 | 2010 |
| ---- | ---- |
| 503  | ↘413 |

Национальный состав
Согласно результатам Всероссийской переписи населения 2002 года, в национальной структуре населения мордва-эрзя составляли 71 %, русские — 27 %.

## Источник
- Энциклопедия Мордовия, В. П. Ковшов, И. С. Марискин, О. И. Марискин.